# Francisco Javier de Lucas Martín
Francisco Javier de Lucas Martín, més conegut pel nom de ploma Javier de Lucas, (Múrcia, 4 de desembre de 1952) és un filòsof i professor universitari espanyol, catedràtic de filosofia del dret i filosofia política a l'Institut de Drets Humans de la Universitat de València. Entre 2005 i 2012 va ser director del Col·legi d'Espanya a París a la Ciutat internacional universitària de París (CiuP). Des de 2019 és senador per València al Senat espanyol, escollit com a independent a les llistes del PSPV-PSOE durant la XIII i XIV legislatura i presideix la Comissió de Ciència, Innovació i Universitats del Senat.

## Biografia
Va cursar els seus estudis de dret a la Universitat de Múrcia i de Navarra, on es va llicenciar l'any 1974 amb premi extraordinari. El 1977 va presentar la tesi doctoral a la Universitat de València, sobre Dret i solidaritat en Emile Durkheim. Va cursar estudis d'especialització a Alemanya, Itàlia, França i Regne Unit. El 1987 va obtenir la càtedra de Filosofia del dret i Filosofia política a la Universitat de València.
Al llarg del seu treball s'ha ocupat de problemes de filosofia i teoria del dret. El seu camp de recerca preferent és l'estudi de polítiques migratòries, minories, ciutadania, racisme i xenofòbia i altres problemes en l'àmbit de drets humans. Va ser pioner en altres camps de treball innovadors com els estudis sobre dret i cinema. Dirigeix des de 1990 el Grup d'Estudis sobre Ciutadania, Immigració, multiculturalitat i minories (GECIMm) de la Universitat de València, que va realitzar per encàrrec de la Comissió Europea, entre 1992 i 1994, l'informe sobre mesures jurídiques contra el racisme i la xenofòbia corresponent a Espanya.
 Com a director d'aquest grup, va ser designat expert per la Unió Europea al China-European Union Human Rights Dialogue on Minorities rights, racism and xenophoby (Beijing, octubre de 1998). El grup ha participat en el programa Daphne de la Unió Europea per elaborar els informes 2003-2004 sobre respostes jurídiques a les pràctiques de mutilacions genitals femenines, l'informe final es va publicar al mes de novembre de 2004, renovats en el Daphne Program per 2008-2010.
En l'àmbit concret de la relació entre drets humans i immigració, ha participat i animat-individualment però també amb els membres del GECIMM-un bon nombre de fòrums, seminaris, jornades i trobades per a la sensibilització de l'opinió pública, la formació d'agents socials i experts en matèria d'immigració, així com dels mateixos immigrants, sobretot relacionat amb el món del dret, i ha col·laborat en aquestes tasques amb bona part de les ONG de suport als immigrants i de les mateixes associacions d'immigrants.
Entre aquestes tasques, ha dedicat una especial atenció a la formació crítica de professionals en l'àmbit de la justícia (participant en programes de formació d'advocats, jutges i magistrats sobre immigració, multiculturalitat, globalització, minories, en particular en activitats de formació contínua del Consell General del Poder Judicial d'Espanya i de l'Escola Judicial) així com en l'àmbit de la policia, en particular, en els programes de formació de les escoles de policia d'algunes comunitats autònomes (Catalunya, País basc). Ha col·laborat també en la discussió, elaboració i avaluació de diferents programes de les CCAA (inclòs l'assessorament jurídic i polític en plans d'immigració) i de diversos ajuntaments. I així mateix, en la discussió crítica dels diferents instruments jurídics de política d'immigració a Espanya.[http://www.universidadabierta.org/20061.htm
Ha estat conferenciant i professor convidat en diferents universitats i centres d'investigació espanyols i estrangers: així, les de Geneve, Lausanne i Bern (Suïssa); Bordeaux, París II, París IV; París VII, Strasbourg, Nantes, (França); Gènova, Milano, Bologna, Torino, Firenze, Nàpols, Palerm, Siena (Itàlia); Mainz i Köln (RFA); European University Institute de Florència; FUS-L. de Bruxelles (Bèlgica); IALS (Londres, Regne Unit);  UBA de Buenos Aires, Lanús i Còrdova (Argentina); UNAM, ITAM, Iberoamericana, Col·legi de la Frontera Nord i Oaxaca (Mèxic); l'Havana (Cuba)
Entre els càrrecs que ha exercit, promotor i primer director de l'Institut Universitari de Drets Humans de la Universitat de València, Membre Corresponent de l'European Academy of Legal Theory, Fellow de l'International Institute for the Sociology of Law, Membre del Consell Científic de l'Institut de Drets Humans "Bartolomé de les Cases" (Univ. Politècnica de Catalunya) i del Consell Científic de l'Institut de Dret Internacional "Francisco de Vitòria", magistrat del Tribunal Superior de Justícia de la Comunitat Valenciana (Sala del ContenciosoAdministrativo), des d'octubre de 1989 a octubre de 1993, president de CEAR (Comissió Espanyola d'Ajuda al Refugiat) (2008-2010), Vocal de la Comissió de seguiment del Pla Nacional de drets humans ( Ministeri de Presidència. Govern espanyol) des de juliol de 2009, Membre del Consell Científic d'ATTAC. Membre de l'UNESCO HPSD (High Panel on Science, Technology and Innovation for Development (des de juliol de 2011).

## Llibres
- Por qué obedecer las leyes de la mayoría (amb altres autors), Madrid, E.Calpe, 1982
- Introducción a la Teoría del Derecho (amb altres autors, de Lucas, ed.), Valencia, Tirant lo Blanch, 1992 y 1994 -2™-.
- Europa: convivir con la diferencia, Madrid, Tecnos, 1992; 1998 - 2™-
- El concepto de solidaridad, México, Fontamara, 1993; 1999 -2™-.
- El desafío de las fronteras. Derechos humanos y xenofobia en una sociedad plural, Madrid, Temas de Hoy 1994.
- Puertas que se cierran. Europa como fortaleza, Barcelona, Icaria, 1996.
- Un proyecto para la pedagogía de la tolerancia (amb altres autors), València, Bancaixa, 1996.
- Le Déplacement du monde. Inmigration et thématiques identitaires, ( S.Naïr/J de Lucas) Paris, KimÈ, 1996; hay traducción castellano, Madrid, IMSERSO, 1999.
- Los derechos de las minorías en la sociedad multicultural (amb altres autors, de Lucas, ed.) Madrid/San bastión, CGPJ, 1999.
- Trabajadores inmigrantes (con S PeÒa y A Solanes), Valencia, Germanias, 2002. Edición revisada y ampliada: Los derechos de los inmigrantes (con otros autores), Valencia, Germanias, 2003.
- El vínculo social, entre ciudadanía y cosmopolitismo (amb altres autors, de Lucas, ed.) Valencia Tirant lo Blanch, 2002
- La multiculturalidad, (amb altres autors, de Lucas, ed.) San Sebastían, Cendoj/CGPJ, 2002
- Inmigrantes, como los tenemos? (amb altres autors, de Lucas/Torres, eds), Barcelona, Talassa, 2002
- Blade Runner: el Derecho, guardi·n de la diferencia, Valencia, Tirant lo Blanch, 2002
- Globalització i identitats. Claus Politiques i Juridiques, Barcelona, CTC/Pórtic, 2003. Hay edición castellana: Globalización e identidades. Claves políticas y jurídicas, Barcelona, Icaria, 2004.
- Europa: derechos, culturas, (editor) Tirant lo Blanch Valencia 2006
- Querela pacis perpetua. Una reivindicación del Derecho internacional (amb Consuelo Ramón), Patronato Sud-Nord, Valencia, 2007
- La participación social y política de los inmigrantes. Informes BBVA, Madrid, 2008 (director de l'informe)
- Informe sobre la conveniencia y oportunidad de la ratificación por España del Convenio de 1990 de la ONU sobre derechos de los trabajadores inmigrantes y sus familias (amb C Ramón y A. Solanes) (Institut Català de drets humans, Barcelona, 2008.
- La igualdad en los derechos: claves de la integraciÛn, (J de Lucas y A Solanes, eds.) Dykinson, Madrid, 2009
- Los fundamentos de la igualdad y del reconocimiento de la inmigración. Sobre las políticas de integración de la Unión Europea. Eurobask, Bilbal, 2012.

## Premis
- Premi d'assaig de la Fundación Bancaixa (1995), pel llibre La tolerancia (amb A. Iglesias, M. Lozano i G. Aparicio).[3]
- Premi d'assaig "Integración Europea" (1996), conjuntament amb Sami Naïr, convocat pel Consell Valencià del Moviment Europeu i la Generalitat Valenciana.[3]
- Medalla d'argent de Creu Roja d'Espanya, pel seu treball en l'àmbit de la immigració.[3]
- Premi d'assaig sobre la pau Manuel Castillo (2004), convocat pel Patronat Sud-nord de la Universitat de València, amb Consuelo Ramón, per l'assaig Querela pacis, perpetua? Una reivindicación del Derecho internacional.[3]
- Premi d'investigació Universitas-Javier de Landaburu (2011), concedit per Eurobask per a projectes d'investigació sobre immigració i integració a la Unió Europea.[3][18]